# 박훈범
박훈범(1983년 ~)은 KBO 리그 전 두산 베어스의 외야수다. 중앙고등학교를 거쳐 2002년 두산 베어스에 지명되었고, 2005년 경찰 야구단의 창단 멤버로 입단했다.